# Vincent Logan
Vincent Paul Logan (ur. 30 czerwca 1941 w Bathgate, zm. 14 stycznia 2021) – brytyjski duchowny rzymskokatolicki, w latach 1981–2012 biskup diecezjalny Dunkeld.

## Życiorys
Święcenia kapłańskie przyjął 14 marca 1964 w archidiecezji Saint Andrews i Edynburga. 26 stycznia 1981 papież Jan Paweł II mianował go biskupem Dunkeld. Sakry udzielił mu 26 lutego 1981 kardynał Gordon Joseph Gray, ówczesny arcybiskup metropolita Saint Andrews i Edynburga.